# Lionel Radiguet
Pour les articles homonymes, voir Radiguet.
Lionel Radiguet, né le 27 décembre 1857 à Landerneau et mort le 14 février 1936 à Saint-Ursanne (Suisse), est un écrivain, diplomate, journaliste et peintre français, puis suisse. Il a été célèbre en France pour ses articles sur la politique extérieure avant la guerre de 1914-1918 et son esprit vif lui a permis d’écrire sur un très grand nombre de sujets, dont une partie notable concerne l’Irlande, la Bretagne et les relations entre les anciens peuples celtiques et germaniques. Il a aussi enseigné à l’École des langues orientales à Paris et enseigné aussi le chinois à Lausanne.

## Biographie
Il commence une carrière dans la marine militaire française qui lui permet d’atteindre le grade de sergent-major, tout en voyageant dans le monde entier.
Il exerce les fonctions de consul à Canton (Chine) où il apprend le chinois, puis d’attaché d’ambassade à Rome.

En 1898, il est candidat indépendant à la députation à Saint-Malo sur un programme autonomiste breton.
par ailleurs, il est fasciné par l'Irlande et son histoire éminemment celtique.
Membre de l’Union régionaliste bretonne, dès la fondation en 1898, il se rend à l’été 1899 avec la délégation de cette association qui a été invitée par le Gorsedd des bardes de l’Île de Bretagne à l’Eisteddfod qui a lieu à Cardiff. Il y reçoit, en compagnie d’une vingtaine d’autres Bretons, l’investiture comme barde sous le nom bardique de « Enêz Heusaff » (Ouessant).
En 1900, il découvre la ville historique de Saint-Ursanne dans le Jura suisse et se prend de passion pour le grand moine missionnaire irlandais saint Colomban, dont le disciple, saint Ursanne, également irlandais, a évangélisé cette petite région montagneuse, dont il vante l’esprit resté celtique et qu’il donne en exemple pour l’opposition à une germanisation dont il dénonce les visées territoriales. Selon lui, les institutions suisses résultent de l’évolution des antiques institutions celtiques.
Dans son esprit, la magnifique collégiale médiévale de Saint-Ursanne a le caractère d'un monument archidruidique.
Il devient un collaborateur actif de la Société jurassienne d’émulation à laquelle il donne une grande quantité d’articles historiques.
Le 27 juin 1900, il épouse une Américaine, Anna Verplanck-Clapp, dont il aura 3 enfants. Elle décèdera en 1910.
En 1904, il diffuse 100 000 exemplaires de sa constitution nationale pour une République bretonne.
En 1908, il pose, en vain, sa candidature à l’Académie française.
En 1917, il élabore le projet d’un canal navigable entre Bâle et Nantes et se branchant sur le canal de Nantes à Brest.
 Il est l’auteur d’une trentaine de peintures faites en Suisse de qualité assez discutée et il s’intéresse au développement économique de son lieu d’accueil. Il y ouvre un établissement de bains et veut en exporter l’eau minérale. Il imagine aussi un golf dans les environs.
À la fin de sa vie, devenu aveugle, il se retire complètement en Suisse, à Saint-Ursanne après 1918 et acquiert par la suite la nationalité suisse.

## Œuvres
- Leçons d’helvétisme intégral, Moutier, Le Petit jurassien, 1919.
- Le Ministère de la lâcheté extérieure
- Études irlando-américaines
- Irish Novels, , Paris, A. Savine
- L’origine celtique des institutions suisses
- La mission de Colomban
- Le Réveil celtique
- Germaine de Montréal, Moutier, Le Petit jurassien
- Introduction à l’étude de la langue chinoise, Moutier, Le Petit jurassien
- Grammaire chinoise
- Étude d’histoire contemporaine, Moutier, Le Petit jurassien
- Souvenirs d’exils et de pèlerinages, Moutier, Le Petit jurassien
- La réforme des consulats, Moutier, Le Petit jurassien
- Le recrutement des administrateurs coloniaux et des interprètes
- Bayadère : nouvelle anglo-indienne. Récit autobiographique romancé autour de Bombay, Paris, 1902.
- Flirts, Paris, A. Savine, 1891.
- L'humour dans la littérature américaine : l'Irlande protestante, 1885